# Rudzští z Rudz
Rudzští z Rudz (polsky Rudzki z Rudz, Rudzki z Rudze) byli starým slezský rodem pocházející z obce Rudze, 3 km na jih od města Zátor, v Osvětimském knížectví, od roku 1445 v Zátorském knížectví. Během staletí se rozšířili do Pštinského knížectví, Těšínského knížectví a Opavského knížectví. Patřili mezi pevně usazené rody. Někdy jsou psáni také jako: Rudzicki, Ruditzki, Rudicki. Tento rod byl po několik generací blízkými šlechtici Piastovců, zejména těšínské větve.

## Historie

### Původ rodu
Rod se znakem netvora s rybou, který se psal Rutski, se vyskytoval okolo roku 1396 v Litvě. Do Polska přišel s vládnoucím rodem Jagelonců, přesněji s Vladislavem II. Jagello.
Na listině Mikuláše Rudzkého z Rudz z roku 1441 byla pečeť, kde byl v kolo vtočený úhoř, nebo had.
Na seznamu maršálků Těšínského knížectví byl v letech 1423–1426 jistý Lorenz Saschke z Szonowa, který měl erb: "přední polovina jelena a zadní části ryby". Rod Saschke z Szonowa, nebo také Sasske von Schönow, byl zemanský rod z Šenova. Stejný erb je pak u prvního písemně doloženého zástupce rodu Rudzkých z Rudz a to Erazima, který byl maršálkem Těšínského knížectví v letech 1545–1547. Historicky měly oba rody stejného prapředka, což mohl býti rytíř, který byl člen družiny knížete Měška I. Těšínského (polsky Mieszko cieszyński), se kterým přišel okolo roku 1290 na Těšínsko.

### Písemné zmínky
První písemné zmínky byly z roku 1427–1429 o Mikuláši z Rudz, staroste ve Barwałdzie, který se také uvádí z Rudze a na Zátoru, od 1445 v bývalém Zátorském knížectví (německy Rauscher) se syny Mikulášem a Janem (Jankem).

## Členové rodu

### V Zátorském knížectví
Mikuláš je zmiňován ještě kolem roku 1446, jeho syn Mikuláš okolo roku 1454–1464. Vnuk Stanislav, vnučka Beata. Dále pak Jan, Václav, Šimon.

### V Opavském knížectví
Okolo roku 1465 Jan.

### V Těšínském knížectví
V letech 1545–1547 je zmiňován jako maršálek Těšínského knížectví Erazim Rudzký († 1547). Tento úřad zastával i jeho syn Kašpar starší Rudzký (v období 1605–1617) a vnuk Erazim II. Rudzký (v období 1623–1629). Erazim měl syny Erazima, Kašpara, Mikuláše a Václava, dcery Kateřinu, Magdalenu, Annu a Barboru.
V druhé polovině 15. století byla vytvořena funkce dvorského maršálka knížecího dvora, kterou zastával Mikuláš Rudzký, v období 1552–1573.
Erazimův bratr byl Václav Rudzký († 1582) byl v období 1550–1560 kancléřem Těšínského knížectví. Je zmíněn v listinách:
- V roce 1550, v postní neděli (Laetare), kdy Václav III. Adam Těšínský potvrzuje občanům Frýdku práva a povinnosti[7]
- V roce 1560, 6. května, byl přítomen při jednáních s jablunkovskými poddanými v Těšíně, u knížete Václava III. Adama Těšínského, přítomen byl také jistý Kašpar Rudzký z Rudz a na Kamenici (obec Kamienica, Polsko), hejtman knížecího dvora[8]
- V roce 1573, 25. června, podepsal Václav III. Adam Těšínský listinu známkou jako "Práva a zřízení zemské knížectví těšínského", přítomný byl maršálek Těšínského knížectví Mikuláš Karvinský z Karvín (dnes Karviná) a na Velkých Kunčicích, zemský sudí Jiří Láryš ze Lhoty a na Karvínu, knížecí kancléř Václav Rudzký z Rudz a na Rudicích[9][10]
- V roce 1575, 1. prosince (byl to čtvrtek po 30. listopadu), byla Václavem III. Adamem Těšínským vyhotovena listina, která zajišťuje práva Sedlnickým a měšťanům ostravským. Listina byla vyhotovena za přítomnosti kancléře Knížectví těšínského Václava Rudzkého z Rudz a na Rudici, a Tomana Mlečka z Jilovnice, Achacího Čela z Čechovic a na Děhylově, Melchera (Melichar) Rudzkého z Rudz.[11]
- V roce 1592, 27. května, v Praze, potvrdil Rudolf II., císař římský a král český, těšínským stavům privilegia, vyhlášená Václavem III., knížetem těšínským v roce 1572. Původnímu aktu byli přítomni: Václav Rudzký z Rudz a na Rudici, kancléř Těšínského knížectví, Toman Mlečko z Jilovnice, Achacího Čelo z Čechovic a na Děhylově, Daniel Špigel z Žejdlovic (Żędowice, Polsko) a na Velkých Ochabech, Michal Radocký z Radoče (Radocza, Polsko) a na Kalembicích (Kalembice, Polsko), Petr Karvinský z Karvína a Velkých Kunčicích, Kašpar Bořek z Roztropic a na Vendryni[12], Jan Kecherle z Perstce a na Perstci (polsky Pierściec, Polsko).[13]

V roce 1607, v pondělí před 25. prosincem, je zmíněn v listině Kašpar Starší z Rudz a na Chotěbuzi, kancléř Těšínského knížectví a hejtman v Těšíně a Erazim Rudzký z Rudz a na Vělopolí
V roce 1659, 11. června, se provdala Magdalena z Hohensteinu za Bernarda Rudzkého.
V roce 1690, 25. května, vydal císař Leopold I. dekret (tajný) o poručnictví při výchově sirotků po šlechticích evangelického vyznání, zde jsou zmíněni sirotci po: Wilhelmovi Beesovi z Chrostiny, Janu Čamerovi (Czamerz) z Jiskřína (Jiskrzin), po Wilhelmovi Lhockém ze Lhoty (Ligota Bialska, Polsko) a po Bernardovi Rudzkém z Rudz.

### Nezařazení členové
Jistý Jan Ignác Rudzký byl od roku 1705 farářem u sv. Václava v Praze, kde 1709 zemřel a byl pochován.
Jistá Kateřina Rudzká, zemřela v roce 1743 v Krosensku (Polské Slezsko, součást Braniborska), byla ženou Ludvíka Mořice Wilamovského.

## Rodový erb
Rod měl v erbu vzácný znak netvora: V červeném štítě je zlatá hlava jelena s rybím tělem a ocasem přirozené barvy. Kolčí přilba s červeno-zlatými přikryvadly. V klenotu je figura ze štítu.
Erb, jak byl malován v 16. století, byl uložen v erbovníku Vídni v Rakouské národní knihovně.
Erb v této podobě byl také na epitafu Marianny Rudzké z Rudz († 1625), vdově po Mikuláši Rudzském z Rudz, dceři svobodné paní Evy von Tschammer a z Jiskřína (Iskrzin, Polsko). Byl uložen ve Slezském muzeu v Katovicích.
Erb byl použit na pečetidlech: Jana ml. Rudzkého (1600), Erazima Rudzkého (1627),

## Majetek

### Vesnice, zboží, domy
(řazeno chronologicky)
Rudza a Zátor: před rokem 1441 (Mikuláš)
Kochlovice u Slezské Rudy (polsky Kochłowice): 1451 (Stanislav, držené v zástavě)
Stará Ves u Pštiny (polsky Stara Wieś, Pszczyna): 1454–1488 (Mikuláš)
Fojtství v Glivicích (polsky Gliwice): 1465 (Jan, po něm Marta, jako vdova)
Fojtství Bytom: 1481 (Beata, jako vdova po Mikuláši Podholovi z Grossendorfu)
Myslovice (polsky Mysłowice): 1486–1546 (Václav)
Kamenice (polsky Kamienica): 1530–1566 (Kašpar, nechal zde vystavět kostel)
Rybníky u Strumeně (polsky Strumień): do roku 1533 (Václav, kancléř, 6. ledna prodal městu Těšín čtyři rybníky)
Knížecí dům v Těšíně: 1547 (Václav, kancléř, 6. dubna dostal darem od Fridricha Kazimíra Frýštatského knížecí dům, který se nacházel na hřbitovem, naproti proboštství, současně byl dům osvobozen od všech finančních povinností, také povinnosti robot a stráže. Dům dříve patřil knězi Georgu Cadykovi, který byl z města vyhnán a dům byl konfiskován.)
Albrechtice (dnes Albrechtice u Českého Těšína): 1550–1599 (Mikuláš)
Chotěbuz: 1552 (Václav, kancléř, po něm jeho synové Erazim a Mikuláš, pak Kašpar)
Rudice (polsky Rudzica): 1552–1600 (Václav, kancléř, po něm jeho synové Erazim a Mikuláš, pak Melichar)
Zahrada v Těšíně: 1558 (Zikmund, zahrada byla známá jako Šnajdrovská)
Jilovnice (polsky Iłownica): 1571 (Václav, kancléř)
Karvín (dnes Karviná): 1559 (Žofie † 1584, do roku 1550 provdána za zámožného měšťana z Těšína Oldřicha Cukrmachera, v roce 1551 provdaná za Jiřího Laryše ze Lhoty † 1588)
Šumbark: 1559 (Hanuš, prodal Václavu Pelhřimovi z Třankovic)
Německá Lutyně (dnes Dolní Lutyně) a Nová Ves (polsky Nowa Wies): okolo roku 1571 (Anna † 1594, vdova po Kašparu Vlčkovi z Dobré Zemice)
Dům v Těšíně: do 1600 (Kašpar ml. a Frydrich prodali dědictví po Zikmundovi)
Humna: 1600 (Kašpar, knížecí hejtman)
Dubovec (polsky Dębowiec): 1600 (Mikuláš, po něm jeho manželka Eva rozená Czermer)
Koňakov: 1601 (Jan starší)
Bravantice: 1602 (Kateřina spolu s manželem Zikmundem Štyrnským ze Styrn)
Domaslavice a Soběšovice: po 1603 (Jiří, manželka Kateřina Marklovská ze Žebrače)
Vělopolí: 1607 (Erazim)
Zpupná Lhota: 1619 (Kašpar)
Hůrky (polsky Górki Wielkie): 1625 (Mikuláš st.)
Ustroň (polsky Ustroń): 1633–1643 (Mikuláš st.)
Zboží ve Bzí (polsky Bzie): 1685 (Petr, koupil je od sester Sławnických)
Boryně (polsky Borynia): do 1704 (Marie, žena po Antonínu Vlčkovi z Dubovce, po roce 1710 byla ženou Kryštofa z Gellhornu a na Skrzeczkowicích)

### Sporný majetek
Šenov: před rokem 1560 (rod Sasske von Schönow, mají shodný erb)

### Práva
Kníže Václav III. Adam Těšínský udělil 26. prosince 1550 kancléři Václavu Rudzkému právo várečné ve městě Skočov (polsky Skoczów). V roce 1577 získal toto právo várečné i pro obec Rudice (polsky Rudzica). To vše přes protesty měšťanů obou měst.

### Hrobky, náhrobní kaple
Náhrobník Mikuláše st. Rudzkého z Rudz († 14. května 1658), byl pohřben v Těšíně, v kostele sv. Maří Magdaleny (viz Kostel svaté Máří Magdalény v Těšíně).

### Jiné památky, odkazy
V kostele sv. Trojce v Těšíně, který byl postaven v roce 1585, je na zvonu z roku 1641 postava odkazující se na Mikuláše st. Rudzkého z Rudz († 1658).
Genealogický vývod Heleny Kateřiny Rudzké, manželky Františka svobodného pána Vilmovského, dcery Bernarda Rudzkého a Elišky Pelhřimovské z Třankovic (Třanovice), se nachází ve sbírkách Šeršníkova muzea v Těšíně.